# Две звезды (телесериал)
«Две Звезды» (Dishayen) — индийский мелодраматический телесериал. Центральные роли исполнили Пурби Джоши, Каран Оберой, Суданшу Пандей, Раджив Верма, Шагуфта Али, Винита Маллик, Смита Хэ, Джайя Матхур, Раджни Чандра, Дхармеш Вийас и Рина Капур.
Сериал, снятый телекомпанией Time Magnetics (India) Ltd в 2001—2003 годах, имел один из самых высоких рейтингов в Индии. Его премьерный показ успешно стартовал на канале DD National и возродил на индийском телевидении жанр «мыльных опер». Новизна телесериала была и в концепции «двойных ролей».
Сериал несколько раз повторяли по телеканалам «Channel 7-9», «Ajman TV». права на трансляцию были закуплены Китаем, Венгрией и некоторыми странами СНГ. Суммарная аудитория сериала приблизилась в двухмиллиардной отметке.

## Сюжет
Неха и Никита - близнецы. Никита мечтает о славе актрисы Болливуда, Неха - о семье и детях. Их отец хочет, чтобы Никита вышла замуж за Раджива. В отчаянии Никита говорит своей сестре, что покончит жизнь самоубийством, если Неха не притворится ею и не выйдет замуж вместо неё. В первую брачную ночь Неха признается Радживу, что она не Никита. Но оказывается, Раджив знал о замене; он согласился, потому что хотел такую жену, как Неха. Тетя сестер узнает о подмене и рассказывает матери жениха миссис Гаятри. Разъяренная свекровь пытается заставить невестку покинуть дом, но Неха постепенно перетягивает своих родственников на свою сторону, за исключением своего зятя Самира, темной лошадки в семье. Когда Никиту начинают шантажировать, она возвращается, чтобы попросить помощи у сестры. Вместе они попадают в аварию, после которой Неха пропадает, а Никиту принимают за её сестру.

## В ролях
- Пурби Джоши — Никита и Неха (1 сезон сериала)
  - Никита — дочь полковника Шармы, которая мечтает стать звездой Болливуда и, приехав в Мумбаи, достигает своей цели, пожертвовав любовью к Радживу.
  - Неха — вторая дочь полковника Шармы и Шилы. Близняшка Никиты. Помогает сестре исполнить свою мечту, заменив её на свадьбе с Радживом. Тем самым исполняется и её мечта — иметь семью.
- Пуджа Гхаи — Никита и Неха (2 сезон сериала)
- Каран Оберой — Раджив, приемный сын Гаятри
  - Раджив — сводный брат Самира. Безвольный, нерешительный в своих поступках и даже в любви. Он может легко предать свои идеалы, но в то же время любящий сын. Он осуждает преступный образ жизни Самира, хотя и переживает за его судьбу.
- Суданшу Пандей — Самир, сын Гаятри
  - Самир — человек необузданной, властной натуры, не уживающийся с законом, и в то же время способный страстно и преданно любить. Ради Никиты он был готов на любые безумные поступки — испортить отношения с матерью и даже пожертвовать своей жизнью.
- Раджив Верма — полковник Шарма, отец Никиты и Нехи
- Смита Хэ — Шила, жена Полковника Шармы
- Шагуфта Али — Видья, сестра полковника Шармы
- Винита Маллик — Гаятри, мать Самира, Шалини и Раджива
- Дхармеш Вьяс — Дипак, муж Шалини
- Джайя Матхур — Шалини, сестра Самира и Раджива
- Рина Капур — Сония, дочь Видьи
- Митхилеш Чатурведи — Сингхал
- Закир Хуссейн — инспектор Сунил Шеной
- Джаспал Санду — Санду, начальник тюрьмы
- Удай Тикекар — Зоравар Сингх
- Сурендра Пал — Хариш Ламба
- Салим Шах — режиссёр Раджа Мальхотра
- Анил Упадхьяй — Бхаварлал
- Амит Бехл — Карана — друг Шалини
- Джахангир Кхан — Ратход

и др.